# Love Wrecked
Love Wrecked (bra: S.O.S. do Amor; prt: Perdida de Amores; também conhecido como Temptation Island internacionalmente) é um filme de 2005 dirigido por Randal Kleiser. Estrelado por Amanda Bynes, é uma comédia romântica sobre uma garota que fica encalhada com uma estrela do rock em uma praia do Caribe.
Originalmente produzido como um longa-metragem de Media 8 Entertainment, a Weinstein Company comprou os direitos e, depois de várias tentativas fracassadas de interesses em um distribuidor no cinema nos Estados Unidos, vendeu os direitos televisivos para a ABC Family Channel - onde ele finalmente estreou em 21 de janeiro de 2007.

## Enredo
Jenny Taylor (Amanda Bynes) é uma fã de Jason Masters (Chris Carmack), astro de rock mundialmente famoso, mas seus esforços para encontrá-lo são sempre frustradas por sua inimiga, Alexis (Jamie-Lynn Sigler). Após terminar o ensino médio frustrada por nunca ter tido um namorado, Jenny arruma um emprego num resort na Ilha de Santa Lúcia, no Caribe durante as férias de verão, acompanhada por seu melhor amigo Ryan (Jonathan Bennett). Esse mesmo resort era o favorito de Masters e Jenny já parte para lá na esperança de encontrá-lo, só que sua rival Alexis pensou a mesma coisa e ambas acabam se encontrando inusitadamente no local. Apesar do encontro as coisas seguem amenas naquele local paradisíaco, mas são surpreendidos pela chegada repentina do cantor.
Durante sua estadia, Jason parte em um cruzeiro e Jenny se infiltra nele como cozinheira usando da situação para se aproximar do cantor, porém Jason fica bêbado e nesse meio tempo eles são surpreendidos por uma tempestade em alto mar. O cantor acaba caindo do barco e é salvo por Jenny que usa um bote salva-vidas, mas acabam se distanciando do cruzeiro e ficando perdidos no mar.
Na manhã do dia seguinte Jason acorda no bote, percebe o que havia acontecido e fica apavorado. Ambos chegam a uma ilha selvagem e no desespero ele acaba torcendo o tornozelo e não conseguindo mais andar ficando dependente de Jenny. A garota deslumbrada por estar próxima de seu ídolo começa a querer se aproximar do cantor de forma bizarra, parecendo ignorar tudo que estava acontecendo em sua volta e desfrutar daquela situação. Porém o tempo vai passando e quando Jenny enfim começa a se dar conta do perigo daquela situação, ela descobre que eles ainda estavam na mesma ilha, numa região florestal a poucos quilômetros do resort. Ela então engana Jason, aproveitando que o cantor ainda não conseguia andar e mantem a farsa de que eles estavam perdidos em uma ilha deserta acreditando que faria o cantor se apaixonar por ela.
Do outro lado da ilha, o sumiço repentino do cantor chama a atenção de todos e as esquipes de buscas e salvamento partem para tentar encontrá-lo e procuram por todas as regiões, mas justamente pelo cantor ter caído em um lugar tão óbvio e tão próximo ninguém nem se preocupou em procurá-lo naquele local mantendo os planos de Jenny seguindo perfeitamente.
Jenny recebe a ajuda de Ryan, que se dirige a ela para fornecêr suprimentos. Quando Alexis descobre o plano de Jenny, seguindo Ryan secretamente, ela também finge ter naufragado assim como eles e fica no local. Enquanto Ryan ajudava Jenny, ele também decide agir em seu amor de longa data para ela, buscando conselhos sobre convidá-la para sair. Ele transforma-se completamente, mas ao vê-la, tudo que ela fala é Jason. Ryan confessa que não consegue parar de pensar nela e beija a garota, mas quando Jenny protesta que eles são só amigos, ele diz a ela que havia desistido do que ele sentia por ela e que ele está indo para casa. Jenny se sente mal  com aquilo e junto com os noticiários que anunciavam o fim das buscas por Jason Masters e sua possível morte, o que causou uma comoção mundial,  Jenny diz a Jason a verdade sobre ainda estarem na mesma ilha do resort. Ele fica furioso, tanto com Jenny, tanco com Alexis, prometendo processar as duas, e as abandona quando pega uma carona com um barco que passava por ali e leva ele de volta para o resort.
Porém uma tempestade atinge toda aquela região impedindo Ryan de voltar para casa, sabendo que Jenny estava sozinha do outro lado da ilha ele parte para salvá-la. A garota tenta se abrigar e encontra o carro que Ryan usava estacionado por ali e se esconde nele, porém ele é levado pela tempestade e quase jogado num desfiladeiro. Ryan surge a tempo e consegue salvá-la mas o carro fica completamente destruído. Ele leva Jenny em uma caverna e acende uma fogueira para aquecê-la, ela percebe que ele é o único que se importa com ela.
Depois que a tempestade passa, Jenny e Ryan voltam para o resort. Jason e seu empresário percebem que teriam de dar alguma explicação para o público. E ele ficaria queimado com todos se eles descobrissem o quão estúpido Jason foi por ter caído em uma armadilha tão tosca e decidem inventar uma mentira. Ele diz a Jenny que eles precisavam manter aquela história de que eles realmente estavam perdidos no mar para manter sua reputação, mas a postura de Jason a partir daquele momento é tão egocêntrica e tão arrogante que faz com que ela perdesse seu encanto pelo seu ídolo.
Na conferência de imprensa, Jenny diz a todos que seu namorado é Ryan, que na verdade, Alexis que havia ficado perdida com ele no mar e que ela era a noiva de Jason, em seguida, vai embora dali com Ryan. À medida que os créditos finais rolam, Jason está no palco em Winnipeg, infelizmente a dedicar uma música para sua esposa, Alexis, que está de pé a seu lado. Deixando claro que ele se casou forçadamente com Alexis para manter a sua imagem.

## Elenco
- Amanda Bynes .... Jenny Taylor
- Chris Carmack .... Jason Masters
- Jonathan Bennett .... Ryan Howell
- Jamie-Lynn Sigler .... Alexis Manetti
- Susan Duerden .... Bree Taylor
- Fred Willard .... Ben Taylor
- Jackie Long .... Chase
- Joey Kern .... Pépinot
- Lance Bass .... Milo Dinsdale
- Kathy Griffin .... Belinda
- Alfonso Ribeiro .... Brent Hernandez
- Connor Matheus .... Otis Venable

## Lançamento
Corte do diretor original estreou em 2005 no Festival Internacional de Cinema da República Dominicanarealizado em Cofresi Beach, onde o filme foi rodado.
Love Wrecked foi reeditado várias vezes entre 2005 e 2007 para suavizar o conteúdo, acabou recebendo uma versão 2007 como um filme para a família:
- 2005: Classificação para o cinema - PG-13 para referências sexuais.
- 2006: Re-classificado - PG para Sensualidade, Humor bruto e Linguagem.[5]
- 2007: A versão de cinema nos EUA original do filme recebeu uma classificação PG do  britânico Board of Film Classification para "linguagem leve, referências sexuais e violência cômica".[carece de fontes?] Mais tarde, jogado em canal de filmes Sky do Reino Unido.

A Região 1 de DVD foi lançado em 13 de março, 2007. A Região 2 de DVD foi lançado em 17 de setembro de 2007, e foi o quarto mais vendido em DVD na primeira semana. No Reino Unido, Love Wrecked foi o primeiro filme lançado pela Delanic Films, e foi lançado em 18 de maio de 2007. O filme estreou em número 6 na tabela das bilheterias britânicas em 235 telas, e arrecadou £600,000.

## Recepção
Love Wrecked recebeu geralmente críticas negativas. Em sua lista do Rotten Tomatoes, 17% dos críticos deram as críticas positivas do filme, baseada em 6 comentários. Christopher Null do FilmCritic deu ao filme 2 de 5 estrelas, afirmando que "Bynes fez muito melhores filmes". Brian Orndorf do DVD Talk disse que "Love Wrecked parece ser tão divertidamente inocente até que os drenados contos de excitação e as baterias de Bynes começarem a desgastar".

### Páginas oficiais
- Página oficial na Media8 (em inglês)
- Página oficial na Alemanha (em alemão)